# Ахмед Саєд
Ахмед Саєд (араб. أحمد سيد; нар. 10 січня 1996), більш відомий як Зізо (англ. Zizo) — єгипетський футболіст, півзахисник клубу «Замалек» та національної збірної Єгипту.

## Клубна кар'єра
Вихованець каїрської філії академії JMG. У грудні 2012 року він перейшов до молодіжної команди клубу «Ваді Дегла», а влітку 2013 року уклав контракт із бельгійським клубом «Льєрс». 29 березня 2014 року в матчі проти «Васланд-Беверен» він дебютував у Жюпілі лізі. 4 жовтня в поєдинку проти «Зюльте-Варегемав» Зізо забив свій перший гол за «Льєрс». Всього за бельгійський клуб Зізо зіграв 77 матчів, у яких забив 5 голів та віддав 10 гольових передач.
На початку 2017 року Саєд на правах оренди до кінця сезону 2017/18 перейшов у португальський «Насіунал». 28 січня в матчі проти «Ароки» він дебютував у Прімейра-лізі. 31 березня в поєдинку проти «Віторії Гімарайнш» Ахмед забив свій перший гол за клуб з Фуншала.
Влітку 2017 року Саєд перейшов у інший португальський клуб, «Морейренсі». 10 вересня в матчі проти «Ештуріл-Прая» він дебютував за новий клуб. У цьому ж поєдинку Ахмед забив єдиний гол за «Морейренсе». Стати важливим для команди гравцем Зізо не зумів, відзначившись лише двома голами у 31 матчі за клуб. У квітні 2018 року єгиптянин він не зміг отримати португальську робочу візу, через що більше не грав в офіційних матчах .
У січні 2019 року Зізо перейшов до єгипетського «Замалека», уклавши з клубом контракт на три з половиною роки. З командою Ахмед вигравав чемпіонат, кубок та суперкубок країни, а також вдало виступив на континентальній арені, вигравши 2019 року Кубок конфедерації КАФ, а у наступному році і Суперкубок КАФ.

## Виступи за збірну
7 листопада 2019 року Ахмед дебютував в офіційних матчах у складі національної збірної Єгипту в товариській грі проти Ліберії (1:0)
У листопаді 2021 року Зізо був включений до заявки збірної на Кубок арабських націй, де 4 грудня у грі групового етапу проти Судану (5:0) забив дебютний гол за збірну. Загалом на турнірі він зіграв у всіх 6 іграх, а єгиптяни посіли підсумкове 4 місце.
На початку наступного року Саєд поїхав з командою на Кубок африканських націй 2021 року в Камеруні, де теж був основним гравцем збірної.

## Досягнення
- Чемпіон Єгипту: 2020/21
- Володар Кубка Єгипту: 2018/19
- Володар Суперкубка Єгипту: 2020
- Володар Кубка конфедерації КАФ: 2018/19
- Володар Суперкубка КАФ: 2020
- Срібний призер Кубка африканських націй: 2021